# Michel Poniatowski
Pour les articles homonymes, voir Poniatowski.
Michel Poniatowski, né le 16 mai 1922 dans le 7e arrondissement de Paris et mort le 15 janvier 2002 au Rouret (Alpes-Maritimes), est un résistant, haut fonctionnaire et homme politique français.
Il est député du Val-d'Oise et maire de L'Isle-Adam, ministre de la Santé publique et de la Sécurité sociale de 1973 à 1974, ministre d'État, ministre de l'Intérieur de 1974 à 1977. Il est ensuite député européen et sénateur du Val-d'Oise.
Proche de Valéry Giscard d'Estaing, il est l'un des dirigeants fondateurs de la FNRI, du Parti républicain et de l'UDF.

## Situation personnelle

### Jeunesse et études
Apparenté à Stanislas-Antoine Poniatowski (1764-1795), dernier roi de Pologne, à Joseph Poniatowski, maréchal de Napoléon Ier, et arrière-arrière-petit-fils de Joseph Poniatowski prince de Monte Rotondo, Michel Poniatowski est le fils du prince Charles Casimir Poniatowski et d'Anne de Caraman-Chimay.
Par son père, il descend de Talleyrand (lui-même descendant de Colbert et d'Étienne Marcel), du duc de Morny, demi-frère et premier ministre de Napoléon III, ainsi que de l'impératrice Joséphine (par sa fille Hortense de Beauharnais) ; il compte encore, parmi ses ancêtres maternels, Pierre-Paul Riquet, ingénieur français qui, au XVIIe siècle, traça le canal du Midi. Il descend aussi des Lignages de Bruxelles.
D'abord élève au cours Hattemer, il effectue ensuite ses études secondaires au lycée Saint-Louis-de-Gonzague, où il obtient son baccalauréat en 1940.
Après avoir servi au 1er bataillon de choc pendant la Seconde Guerre mondiale et avoir été notamment parachuté en France occupée, Michel Poniatowski poursuit après la guerre des études supérieures à l'université de Paris, où il obtient une licence de droit. Il décroche également un higher certificate de l'université de Cambridge. Il passe avec succès le concours de l'École nationale d'administration.

### Carrière professionnelle
Michel Poniatowski fait partie de l’une des premières promotions de l'ENA (1947-1948).
Affecté aux Finances, il commence sa carrière comme adjoint du directeur des finances du Maroc. Au début de l’année 1953, il y reçoit la visite de Valéry Giscard d'Estaing et de son épouse, qui en reviennent convaincus que la fin de l'empire colonial n'est « pas une fatalité » : Poniatowski se distingue par une approche « plus militante » des problèmes coloniaux, qui en fera plus tard un proche des « ultras » de l'Algérie française. Au ministère des Finances en tant qu’administrateur civil, Michel Poniatowski fait partie début 1955 du cabinet du ministre Robert Buron, dirigé par Roland de Villelongue, puis du ministre des Finances suivant, Pierre Pflimlin, et devient attaché financier à Washington, D.C. en 1956.
Il est ensuite le directeur de cabinet de Pierre Pflimlin, dernier président du Conseil de la Quatrième République avant le général de Gaulle. De 1959 à 1962, il est directeur de cabinet du secrétaire d'État Valéry Giscard d’Estaing, puis chargé de mission (1962-1965) et enfin directeur des Assurances (1963-1967) au ministère des Finances.

### Vie privée

Armoiries de la famille Poniatowski.

Michel Poniatowski se marie le 28 février 1946, dans le 16e arrondissement, avec Gilberte de Chavagnac, (1925-2016), avec laquelle il a quatre enfants :
- Ladislas, né le 10 novembre 1946, homme politique et sénateur de l'Eure, marié en 1971 à Constance Guichard, journaliste et fille d'Olivier Guichard[8], avec laquelle il a trois enfants ;
- Isabelle, née le 9 février 1948, mariée en 1967 à Bertrand de Maigret, avec lequel elle a quatre enfants dont Caroline ;
- Axel, né le 3 août 1951, homme politique et député-maire de L'Isle-Adam (Val-d'Oise), marié en 1977 à Anne Chatin, avec laquelle il a trois enfants ;
- Bruno, né le 10 août 1952, marié en 1974 à Alix de Montal, avec laquelle il a trois enfants.

## Parcours politique

### Débuts
Partisan de l'Algérie française, il est élu député Fédération nationale des républicains indépendants (FNRI) dans la 1re circonscription du Val-d'Oise lors des élections législatives de 1967, remportées de justesse par la majorité, et réélu en 1968 lors des élections législatives de 1968. Réélu aux élections législatives de 1973, il est battu aux législatives de 1978 par  Alain Richard  Dans le même temps, il devient secrétaire général de la FNRI, dont il prend la présidence en 1975, après l’élection de Valéry Giscard d’Estaing à la présidence de la République. Il est président de la commission de surveillance de la Caisse des dépôts et consignations de 1972 à 1973.
Il est élu maire de L'Isle-Adam en 1971.
Tandis que plusieurs scandales éclatent alors que le gaulliste Jacques Chaban-Delmas est Premier ministre, il critique le règne « des copains et des coquins »,.

### Ministre de la Santé publique et de la Sécurité sociale
Du 5 avril 1973 au 27 mai 1974, il est ministre de la Santé publique et de la Sécurité sociale dans les deux derniers gouvernements Pierre Messmer. Il porte un premier projet de loi prévoyant la dépénalisation de l'avortement, avant celui de Simone Veil en 1974, « en cas de risque pour la santé physique, mentale ou psychique de la femme, d’un risque élevé de malformation congénitale ou d’une grossesse consécutive à un acte de violence », et repoussé par 225 voix contre 112 le 13 décembre 1973.

### Ministre d'État, ministre de l'Intérieur

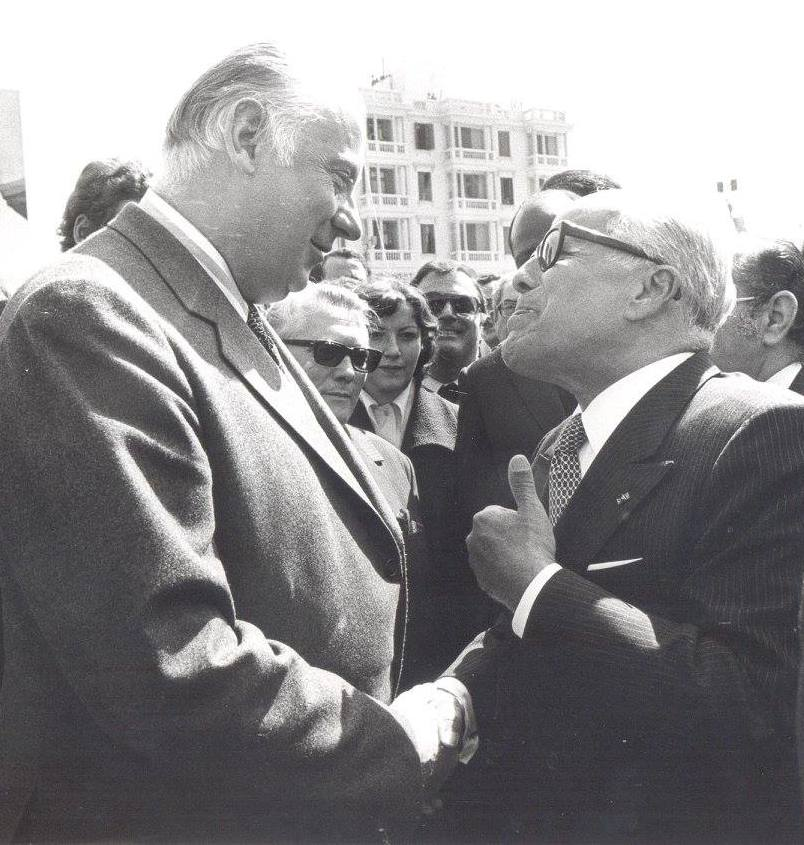
Michel Poniatowski (à gauche) avec Habib Bourguiba, en 1976.

Considéré comme le principal organisateur de la victoire de Valéry Giscard d'Estaing à l'élection présidentielle de 1974, Michel Poniatowski est nommé ministre d'État, ministre de l'Intérieur le 28 mai. Il est « numéro deux du gouvernement » dans l'ordre protocolaire.
Face aux menaces terroristes qui pèsent alors, il prend pour devise de « terroriser les terroristes » (formule reprise plus tard et souvent attribuée à Charles Pasqua), avec des moyens parfois spectaculaires[précision nécessaire].
Il fait supprimer les « fiches signalétiques » qui devaient alors être remplies chaque fois qu'on séjournait dans un hôtel, comme c'est encore le cas dans certains pays.
Le 20 mars 1975, il apporte son soutien au maire de Sommedieue, le docteur Jacques Barat-Dupont, qui avait décidé dix jours plus tôt de constituer une milice après que des jeunes de Verdun avaient ravagé un restaurant de sa commune dans la nuit du 8 au 9,,,,,.
En août 1975, il envoie l'armée, épaulée par des blindés, pour chasser les militants corses emmenés par Edmond Simeoni et Marcel Lorenzoni qui occupent illégalement une cave viticole à Aléria. Il ordonne l'assaut au cours duquel deux gendarmes sont tués. Pour cette raison, il est accusé, avec le Premier ministre Jacques Chirac, de porter une grande part de responsabilité dans l'engrenage de la violence qui suit en Corse.
Le 18 février 1976, il sort de sa réserve pour se prononcer publiquement en faveur de la peine de mort pour Patrick Henry, un ravisseur et tueur d'enfant arrêté la veille.
Après l'assassinat de Jean de Broglie, L'Express, en janvier 1977, puis Le Canard enchaîné, en 1980, publient des documents selon lesquels Michel Poniatowski aurait été au courant des menaces de mort pesant sur lui. Sans preuves, Poniatowski présente Patrick de Ribemont comme coupable dans cette affaire, acte qui a valu à la France de faire l'objet par la suite d'une condamnation par la Cour européenne des droits de l'homme, Patrick de Ribemont ayant été mis hors de cause, en 1996.
Selon certains témoignages, il aurait collaboré à l'opération Condor. Manuel Contreras, chef de la police politique chilienne sous le régime de Pinochet, déclare avoir échangé avec le ministre français des renseignements sur les « subversifs » sud-américains exilés en France et reçu l'aide de la DST pour l'arrestation de réfugiés de retour au Chili. Plusieurs assassinats d’exilés politiques chiliens se sont produits sur le sol français,.
À la suite de l'échec de la majorité aux élections municipales de mars 1977, Michel Poniatowski quitte le ministère de l'Intérieur et ne fait plus partie d'aucun gouvernement. Il participe, en 1978, à la fondation de l'Union pour la démocratie française (UDF), dont il est président d'honneur.
En 1978, il fait paraître L'avenir n'est écrit nulle part, qui aurait été rédigé par plusieurs nègres, dont Alain de Benoist, Bruno Tellenne et Pierre Vial.
Jusqu'en 1981, il est ambassadeur et représentant personnel du président de la République. Par la suite, le changement de majorité présidentielle fait passer sa carrière politique au second plan.

### Député européen
De 1979 à 1989, Michel Poniatowski est député au Parlement européen, où il préside la commission du Développement et de la Coopération (1979-1984) puis la commission de l’Énergie, de la Recherche et de la Technologie (1984). Entre 1982 et 1989, il est vice-président du groupe libéral et démocratique.

### Sénateur du Val-d'Oise
Il devient sénateur du Val-d'Oise en 1989, à la suite du décès de Pierre Salvi. En 1995, il apporte son soutien à la candidature présidentielle d'Édouard Balladur, contre Jacques Chirac. Il ne se représente pas aux élections sénatoriales de la même année.

### Partisan d’alliances avec le Front national
En septembre 1983, il soutient la fusion de la liste RPR-UDF avec celle du Front national lors de l'élection municipale partielle de Dreux. Il continue ensuite à approuver la conclusion d'ententes électorales avec le Front national, en prenant l'exemple de l'alliance entre socialistes et communistes. Il est désavoué par son parti en 1991, après avoir soutenu la conclusion d'accords avec le Front national pour les élections régionales de 1992 et les élections législatives de 1993. Il participe à la fondation de La Droite de Charles Millon, en 1998.
En 1999, il démissionne de son mandat de maire de L'Isle-Adam, qui est repris par son fils, Axel Poniatowski.

### Mort
Michel Poniatowski meurt le 15 janvier 2002 au Rouret (Alpes-Maritimes). Le président de la République, Jacques Chirac, salue un « homme de conviction, profondément attaché aux idées libérales et à la construction européenne ».

## Décorations
- Officier de la Légion d'honneur (1996)[24]
- Médaille militaire
- Croix de guerre 1939–1945

## Publications
- L'Avenir des pays sous-développés, SEFI, Paris, 1954.
- Histoire de la Russie d'Amérique et de l'Alaska, Horizons de France, Paris, 1958, prix Thérouanne de l'Académie française en 1959.
- Talleyrand aux États-Unis, 1794-1796, Presses de la Cité, Paris, 1967.
- Les Choix de l'espoir, Grasset, Paris, 1970.
- Cartes sur table, Fayard, Paris, 1972.
- Conduire le changement : [entretiens avec Alain Duhamel], Fayard, Paris, 1975.
- L'avenir n'est écrit nulle part, éd. Albin Michel, 1978.
- Louis-Philippe et Louis XVIII : autour du journal de Louis-Philippe en mars 1815, Perrin, Paris, 1980, prix Marie-Eugène Simon-Henri-Martin de l’Académie française en 1981.
- L'Histoire est libre, Albin Michel, Paris, 1982.
- Talleyrand et le Directoire : 1796-1800, Perrin, Paris, 1982. Grand Prix Gobert 1983.
- Garnerin : le premier parachutiste de l'histoire, Albin Michel, Paris, 1983.
- Lettre ouverte au Président de la République, Albin Michel, Paris, 1983.
- L'Europe ou la mort, Albin Michel, Paris, 1984.
- Le Socialisme à la française, Albin Michel, Paris, 1985.
- Talleyrand et le Consulat, Perrin, Paris, 1986.
- Les Technologies nouvelles : la chance de l'homme, Plon, Paris, 1986.
- Talleyrand et l'ancienne France : 1754-1789, Perrin, Paris, 1988.
- Que survive la France, Éditions du Rocher, Monaco/Paris, 1991.
- La Catastrophe socialiste, Éditions du Rocher, Monaco/Paris, 1991.
- Talleyrand : les années occultées (1789-1792), Perrin, Paris, 1995.
- Mémoires, Plon (Paris)/Le Rocher (Monaco), 1997.

## Dans la fiction
- La Rupture (2013), téléfilm de Laurent Heynemann, joué par Éric Prat.
- La Loi (2014), téléfilm de Christian Faure, joué par Alain Stern.

### Archives nationales
- Les papiers personnels de Michel Poniatowski sont conservés aux Archives nationales, site de Pierrefitte-sur-Seine, sous la cote AP/340(III) : Inventaire du fonds.